# Henry de Mauduit
Pour les articles homonymes, voir Mauduit.
Henry de Mauduit, né le 13 décembre 1897 à Provins et mort le 13 décembre 1974 dans le 15e arrondissement de Paris, est un résistant et administrateur colonial français.

## Biographie
Henry de Mauduit s'engage en 1941 dans la France libre (il partit en bateau vers l'Angleterre le 28 janvier 1941 depuis Paimpol à bord de l'Aviso, une barque de 7 mètres de long et fut par la suite officier SAS.) où il atteint le grade de capitaine. Il est parachuté dans les Côtes-d'Armor avec deux autres Français libres du 4e régiment du Spécial Air Service dans la nuit du 7 au 8 juin 1944 et participe à de nombreuses opérations de résistance en Bretagne ainsi que lors de la libération de Paris en août 1944. 
Par ordonnance du 5 mai 1942 le président du tribunal civil de Saint-Brieuc prononce la mise sous séquestre du château du Bourgblanc en Plourivo (Côtes-du-Nord), appartenant à M. Henry de Mauduit, ancien juge de paix, déchu de la nationalité française, suivant le décret du 23 février 1942.
Il devient ensuite administrateur colonial : il est gouverneur de Côte d'Ivoire de 1945 à 1946, il est remplacé à Abidjan par André Latrille à nouveau nommé au même poste, il est ensuite gouverneur de Mauritanie et de 1949 à 1951 il est gouverneur du Tchad.

## Son épouse Betty de Mauduit
Roberta Laurie, dite "Betty de Mauduit", née le 24 septembre 1899 à Polwarth (un quartier d'Edimbourg) en (Écosse) est, elle aussi, résistante ; membre du réseau Pat O'Leary, elle cache dans leur château de Bourgblanc en Plourivo (Côtes-du-Nord) une trentaine d'aviateurs alliés en attente d'un convoyage vers l'Angleterre. Elle meurt le 1er août 1975.

## Distinctions
- Chevalier de la Légion d'honneur[Quand ?][8]
- Médaille commémorative des services volontaires dans la France libre